# Trichilia monacantha
Trichilia monacantha är en tvåhjärtbladig växtart som beskrevs av Ignatz Urban. Trichilia monacantha ingår i släktet Trichilia och familjen Meliaceae. Inga underarter finns listade i Catalogue of Life.